# Fondali circostanti l'Isola di S. Stefano
Fondali circostanti l'Isola di S. Stefano este o arie protejată (arie specială de conservare — SAC, sit de importanță comunitară — SCI) din Italia întinsă pe o suprafață de 52 ha, integral marine.

## Localizare
Centrul sitului Fondali circostanti l'Isola di S. Stefano este situat la coordonatele 40°47′21″N 13°27′37″E / 40.789167°N 13.460278°E.

## Înființare
Situl Fondali circostanti l'Isola di S. Stefano a fost declarat sit de importanță comunitară în iunie 1995 pentru a proteja 1 specie de animale. Situl a fost protejat și ca arie specială de conservare în decembrie 2016.

## Biodiversitate
Situată în ecoregiunea mediteraneană, aria protejată conține 2 habitate naturale: Straturi cu Posidonia (Posidonion oceanicae), Recifuri.
La baza desemnării sitului se află o specie protejată de  mamifere: delfin mare (Tursiops truncatus).
Pe lângă speciile protejate, pe teritoriul sitului au mai fost identificate 1 specie de plante, 3 specii de nevertebrate.